# Андроник (астроном)

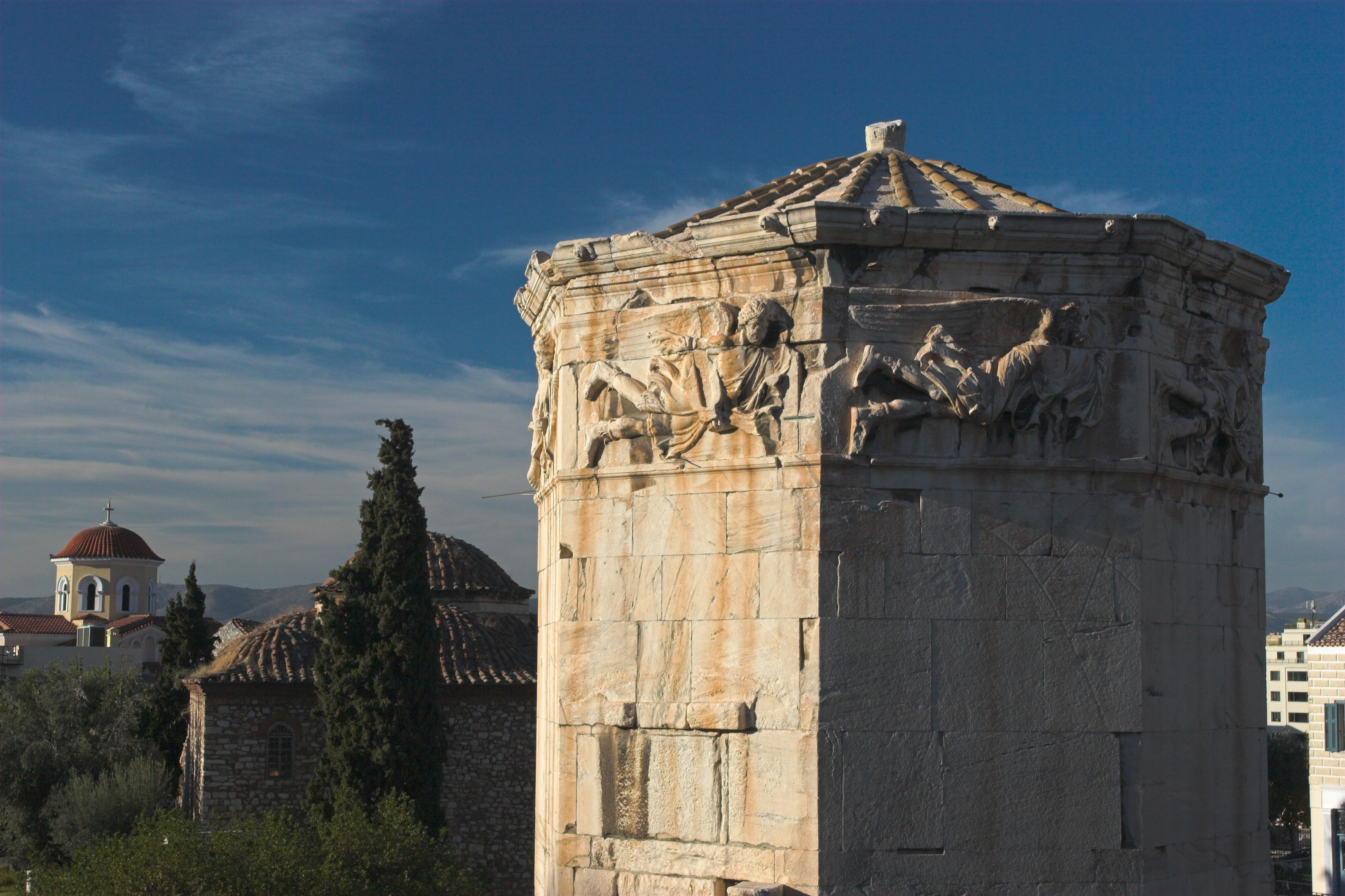
Башня ветров в Афинах

Андроник из Кирр (греч. Ανδρόνικος Κυρρήστου), известный также как Андроник Киррский, сын Гермия — греческий астроном, живший в I веке до н. э.
О его жизни и деятельности известно очень мало. Известно, что он построил в Афинах метеорологическую обсерваторию, так называемую Башню Ветров, частично уцелевшую до настоящего времени. Это восьмигранная башня, построенная из пентелийского мрамора на восточной границе римской Агоры, с фигурами, вырезанными на каждой стороне, символизирующими восемь основных ветров. В древности башню венчал флюгер в виде бога Тритона с жезлом в руке, который поворачивался и указывал жезлом направление ветра. Внутри башни была устроена клепсидра, которую питали воды с акрополя.